# Adam Straith
John Adam Straith (ur. 11 września 1990 w Vancouver) – kanadyjski piłkarz występujący na pozycji obrońcy.

## Kariera klubowa
Straith jako junior grał w klubach Lower Island Metro, Bays United, Victoria United oraz Vancouver Whitecaps Residency, do którego trafił w 2006 roku. W 2008 roku został stamtąd wypożyczony do rezerw niemieckiego Energie Cottbus z Regionalligi Nord. W 2009 roku został wykupiony z Vancouver przez Energie i włączony do jego pierwszej drużyny, grającej w 2. Bundeslidze. W tych rozgrywkach zadebiutował 25 października 2009 roku w zremisowanym 1:1 meczu z FC St. Pauli. 29 listopada 2009 roku w wygranym 3:0 pojedynku z Rot-Weiß Oberhausen strzelił pierwszego gola w 2. Bundeslidze. W 2010 roku zajął z zespołem 9. miejsce w tych rozgrywkach.

## Kariera reprezentacyjna
W reprezentacji Kanady Straith zadebiutował 24 maja 2010 roku w przegranym 0:5 towarzyskim meczu z Argentyną.